# Rhyxiderma celebensis
Rhyxiderma celebensis är en skalbaggsart som beskrevs av Moser 1924. Rhyxiderma celebensis ingår i släktet Rhyxiderma och familjen Melolonthidae. Inga underarter finns listade i Catalogue of Life.